# دوک ریگن
دوک ریگن (انگلیسی: Duke Ragan؛ زادهٔ ۱۸ سپتامبر ۱۹۹۷) بوکسور اهل ایالات متحده آمریکا است.